# 이즈오섬 근해 지진
이즈오섬 근해 지진(일본어: 伊豆大島近海地震)은 일본의 이즈오섬 근해에서 발생하는 지진이다.

## 1978년 이즈오섬 근해 지진
1978년 이즈오섬 근해 지진(일본어: 1978年伊豆大島近海の地震) 은 1978년 1월 14일에 이즈오섬 근해에서 발생한 지진이다. 지진 규모는 M7.0. 이즈반도에서 도로의 파손이나 산사태 등이 발생하고, 25명이 사망했다.
| 피해     | 피해  |
| -------- | ----- |
| 사망자   | 25명  |
| 부상자   | 211명 |
| 가옥전괴 | 96건  |

## 1990년 이즈오섬 근해 지진
1990년 이즈오섬 근해 지진 은 1990년 2월 20일에 이즈오섬의 서쪽에서 발생한 지진이다. 지진 규모는 M6.5. 도쿄도, 시즈오카현, 가나가와현, 지바현 등으로 최대 진도4를 관측했다. 이 지진으로 산사태와 정전 등이 발생했다. 1명이 부상했다.

## 2014년 이즈오섬 근해 지진
2014년 이즈오섬 근해 지진 은 2014년 5월 5일에 이즈오섬 근해에서 발생한 지진이다. 진원의 깊이는 156km. 지진 규모는 M6.0. 심발지진이었기 때문에 진원에서 멀리 떨어진 도쿄도 지요다구에서 최대 진도5약을 관측했다 (이상진역). 또한 간토 지방의 넓은 범위에서 진도4를 관측했다. 도쿄23구에서 진도5약 이상을 관측 한 것은 2011년 도호쿠 지방 태평양 앞바다 지진 이후 처음이었다. 이 지진으로 16 명이 부상했다.
| 진도 | 도도부현   | 시정촌 |
| ---- | ---------- | --- |
| 5약  | 도쿄도     | 지요다구 |
| 4    | 도치기현   | 카누마시 |
| 4    | 군마현     | 안나카시 |
| 4    | 사이타마현 | 구마가야시, 가스카베시, 사야마시, 후지미시, 미야시로정, 스기토정, 사이타마시 (오미야구, 주오구), 시라오카시 |
| 4    | 지바현     | 이치하라시, 우라야스시, 다테야마시, 기사라즈시, 가모가와시, 키미츠시, 훗쓰시, 교난정, 미나미보소시 |
| 4    | 도쿄도     | 미나토구, 신주쿠구, 분쿄구, 고토구, 오타구, 세타가야구, 시부야구, 나카노구, 기타구, 아라카와구, 아다치구, 가쓰시카구, 에도가와구, 쵸후시                                                                                             |
| 4    | 가나가와현 | 요코하마시 (가나가와구, 니시구, 나카구, 호도가야구, 가나자와구, 고호쿠구, 도쓰카구, 고난구, 아사히구, 미도리구) 가와사키시 (가와사키구, 나카하라구, 미야마에구), 에비나시, 아쓰기시, 유가와라정, 아이카와정, 사가미하라시 (미나미구) |